# Гориция
За провинцията вижте Гориция (провинция).
Горѝция (на италиански: Gorizia; на фриулски: Gurize, Гурице; на словенски: Gorica, Горица; на немски: Görz, Гьорц) е град и община в Североизточна Италия, административен център на провинция Гориция в регион Фриули-Венеция Джулия. Разположен е на 84 m надморска височина. Населението на града е 35 946 души (към юни 2009).